# Мост Лунцзян
Мост Лунцзян (кит. 龙江大桥) — висячий мост, пересекающий реку Лунцзян (правый приток реки Лунчуань — Шуэли, бассейн Иравади), расположенный на территории уезда Тэнчунь городского округа Баошань; 15-й по длине основного пролёта висячий мост в мире (6-й в Китае). Является частью продлённого участка от Баошань до Жуйли скоростной дороги G56 Ханчжоу—Жуйли.

## Характеристика
Длина — 2 471 м, длина основного пролёта 1 196 м. Мост имеет две башенные опоры (пилона) высотой 169,7 м. Дорожное полотно моста находится на высоте 292 м над долиной реки Лунцзян.
Мост является длиннейшим мостом в провинции Юньнань по длине основного пролёта и самым длинным между двумя горами в Азии.
Открытие моста сократило время в пути на данном участке вдвое.
Стоимость строительства моста составляет 1,47 млрд юаней. Строительство моста было завершено 5 апреля 2016 года, для движения он был открыт 1 мая 2016 года.